# Luigi Ferdinando d'Orléans
Luigi Ferdinando d'Orléans (nome completo Luís Fernando Maria Zacarias; Madrid, 5 novembre 1888 – Parigi, 20 giugno 1945) è stato un principe spagnolo della dinastia francese degli Orléans, Infante di Spagna.

## Biografia
Figlio dell'Infanta Eulalia di Borbone-Spagna e di Antonio d'Orléans, nel 1899 assieme al fratello maggiore Alfonso fu mandato al Beaumont College, gestito dai gesuiti, rimanendovi fino al 1904.
Il 17 luglio 1914 il New York Times pubblicò la notizia delle nozze di Luigi di Borbone con Beatrice Harrington, ma il giornale aveva sbagliato principe: lo sposo era Luigi di Borbone-Spagna, duca di Ansola. Nel mese di ottobre 1924 Luigi Fernando fu espulso dalla Francia presumibilmente a causa di traffico di droga: suo cugino re Alfonso XIII di Spagna lo ha privò del titolo e dei privilegi di Infante di Spagna. Impossibilitato a risiedere in Spagna o Francia, Luigi Ferdinando si trasferì a Lisbona: nel mese di marzo del 1926 venne arrestato al confine ispano portoghese travestito da donna mentre portava con sé merci di contrabbando, ma nessuna droga. Nel 1929 girò la notizia che si era fidanzato con Mabelle Gilman Corey, attrice di Broadway e l'ex moglie del magnate dell'acciaio William E. Corey, ma non si sposarono.
Nel mese di luglio del 1930 venne annunciato il fidanzamento di Luigi Ferdinando di Borbone-Orléans con la principessa Marie Constance Charlotte Say (Verrières-le-Buisson, 25 agosto 1857 - 15 luglio 1943), vedova del principe Henri Amédée de Broglie e proprietaria del Castello di Chaumont: lui aveva 41 anni, l'anziana e ricca vedova ne aveva 72. Il nipote di Marie Constance, François de Cossé, undicesimo duca di Brissac, a nome della famiglia mosse una causa legale presso il tribunale di prima istanza contro il principe per impedire il matrimonio, affermando che la zia non era più capace di intendere e di volere. Marie sostenne che era da dodici anni che pensava a sposarsi con quell'uomo, ma aveva aspettato a causa dei propri nipoti. La corte stabilì che un nipote non aveva diritti legali per opporsi alle nozze di una zia e fu nominata una commissione di tre medici per studiare il suo stato di salute mentale dichiara ed un coordinatore giudiziario per controllare le proprietà.
Il 19 settembre 1930 Luigi Ferdinando e Marie si sposarono con una cerimonia civile a Londra e il 4 ottobre 1930 con una religiosa nella cattedrale di San Siro a Sanremo: ovviamente non ebbero figli. Dopo le loro nozze vissero a Sanremo in una casa donata a Luigi Ferdinando da sua madre. Nel mese di febbraio 1935 Luigi Fernando fu espulso di nuovo dalla Francia, dopo essere stato arrestato durante un'azione della Buoncostume.
Marie Costance morì nel 1943: Luigi Ferdinando passò i due anni successivi in una casa di cura a Parigi, dove morì nel 1945: è sepolto alla Chiesa del Cuore Immacolato di Maria, 51bis rue de la Pompe, a Parigi.

## Ascendenza
|                                      |                                      |                                            | Genitori                         |  |  | Nonni |  |  | Bisnonni                 |  |  | Trisnonni                           |  |
|                                      |                                      |                                            |                                  |  |  |       |  |  | Luigi Filippo di Francia |  |  | Luigi Filippo II di Borbone-Orléans |  |
|                                      |                                      |                                            |                                  |  |  |       |  |  | Luigi Filippo di Francia |  |  | Luigi Filippo II di Borbone-Orléans |  |
|                                      |                                      | Luisa Maria Adelaide di Borbone-Penthièvre |                                  |  |  |       |  |  | Luigi Filippo di Francia |  |  |                                     |  |
| Antonio d'Orléans                    |                                      |                                            |                                  |  |  |       |  |  | Luigi Filippo di Francia |  |  |                                     |  |
|                                      |                                      | Maria Amalia di Borbone-Due Sicilie        | Ferdinando I delle Due Sicilie   |  |  |       |  |  |                          |  |  |                                     |  |
|                                      |                                      | Maria Amalia di Borbone-Due Sicilie        | Ferdinando I delle Due Sicilie   |  |  |       |  |  |                          |  |  |                                     |  |
|                                      |                                      | Maria Amalia di Borbone-Due Sicilie        | Maria Carolina d'Asburgo-Lorena  |  |  |       |  |  |                          |  |  |                                     |  |
| Antonio d'Orléans                    |                                      | Maria Amalia di Borbone-Due Sicilie        |                                  |  |  |       |  |  |                          |  |  |                                     |  |
|                                      |                                      | Ferdinando VII di Spagna                   | Carlo IV di Spagna               |  |  |       |  |  |                          |  |  |                                     |  |
|                                      |                                      | Ferdinando VII di Spagna                   | Carlo IV di Spagna               |  |  |       |  |  |                          |  |  |                                     |  |
|                                      |                                      | Ferdinando VII di Spagna                   | Maria Luisa di Borbone-Parma     |  |  |       |  |  |                          |  |  |                                     |  |
| Luisa Ferdinanda di Borbone-Spagna   |                                      | Ferdinando VII di Spagna                   |                                  |  |  |       |  |  |                          |  |  |                                     |  |
|                                      |                                      | Maria Cristina di Borbone-Due Sicilie      | Francesco I delle Due Sicilie    |  |  |       |  |  |                          |  |  |                                     |  |
|                                      |                                      | Maria Cristina di Borbone-Due Sicilie      | Francesco I delle Due Sicilie    |  |  |       |  |  |                          |  |  |                                     |  |
|                                      |                                      | Maria Cristina di Borbone-Due Sicilie      | Maria Isabella di Borbone-Spagna |  |  |       |  |  |                          |  |  |                                     |  |
| Luigi Ferdinando d'Orléans           |                                      | Maria Cristina di Borbone-Due Sicilie      |                                  |  |  |       |  |  |                          |  |  |                                     |  |
|                                      | Francesco di Paola di Borbone-Spagna | Carlo IV di Spagna                         |                                  |  |  |       |  |  |                          |  |  |                                     |  |
|                                      | Francesco di Paola di Borbone-Spagna | Carlo IV di Spagna                         |                                  |  |  |       |  |  |                          |  |  |                                     |  |
|                                      | Francesco di Paola di Borbone-Spagna | Maria Luisa di Borbone-Parma               |                                  |  |  |       |  |  |                          |  |  |                                     |  |
| Francesco d'Assisi di Borbone-Spagna | Francesco di Paola di Borbone-Spagna |                                            |                                  |  |  |       |  |  |                          |  |  |                                     |  |
|                                      |                                      | Luisa Carlotta di Borbone-Due Sicilie      | Francesco I delle Due Sicilie    |  |  |       |  |  |                          |  |  |                                     |  |
|                                      |                                      | Luisa Carlotta di Borbone-Due Sicilie      | Francesco I delle Due Sicilie    |  |  |       |  |  |                          |  |  |                                     |  |
|                                      |                                      | Luisa Carlotta di Borbone-Due Sicilie      | Maria Isabella di Borbone-Spagna |  |  |       |  |  |                          |  |  |                                     |  |
| Eulalia di Borbone-Spagna            |                                      | Luisa Carlotta di Borbone-Due Sicilie      |                                  |  |  |       |  |  |                          |  |  |                                     |  |
|                                      |                                      | Ferdinando VII di Spagna                   | Carlo IV di Spagna               |  |  |       |  |  |                          |  |  |                                     |  |
|                                      |                                      | Ferdinando VII di Spagna                   | Carlo IV di Spagna               |  |  |       |  |  |                          |  |  |                                     |  |
|                                      |                                      | Ferdinando VII di Spagna                   | Maria Luisa di Borbone-Parma     |  |  |       |  |  |                          |  |  |                                     |  |
| Isabella II di Spagna                |                                      | Ferdinando VII di Spagna                   |                                  |  |  |       |  |  |                          |  |  |                                     |  |
|                                      |                                      | Maria Cristina di Borbone-Due Sicilie      | Francesco I delle Due Sicilie    |  |  |       |  |  |                          |  |  |                                     |  |
|                                      |                                      | Maria Cristina di Borbone-Due Sicilie      | Francesco I delle Due Sicilie    |  |  |       |  |  |                          |  |  |                                     |  |
|                                      |                                      | Maria Cristina di Borbone-Due Sicilie      | Maria Isabella di Borbone-Spagna |  |  |       |  |  |                          |  |  |                                     |  |
|                                      |                                      | Maria Cristina di Borbone-Due Sicilie      |                                  |  |  |       |  |  |                          |  |  |                                     |  |